# Phacodes fuscus
Phacodes fuscus là một loài bọ cánh cứng trong họ Cerambycidae.